# 山口镇 (青田县)
山口镇，是中华人民共和国浙江省丽水市青田县下辖的一个乡镇级行政单位。

## 行政区划
山口镇下辖以下地区：
山口第一社区、大田村、雅陈村、大安村和山口村。